# Старая Ерыкла
Старая Ерыкла — село в Тереньгульском районе Ульяновской области. Входит в состав Красноборского сельского поселения.

## География
Расстояние до районного центра: Тереньга — 26 км, до областного центра: Ульяновск — 76 км. По селу протекает речка Ерыклинка, в честь которой село и названо (предположительно).

## История
Известно, что в XVII веке на месте Старой Ерыклы поселились кулугуры, спасавшиеся от никоновских реформ. Так же тут селились казаки.
В 1779 году был построен тёплый каменный храм, в 1845 году исправлен помещиком Николаем Александровичем Карповым; престол в нём — во имя Святителя и Чудотворца Николая.
В 1780 году, при создании Симбирского наместничества, село Покровское Ерыкла тож, при речке Ерыкле, помещиковых крестьян, вошло в состав Сенгилеевского уезда.
В середине XIX века в 4 км от села основалась Новая Ерыкла, поначалу называемая Ержевичиха, поэтому село Ерыкла стала называться Старая Ерыкла.
На 1859 год село Старая Ерыкла, удельных крестьян, входило в 3-й стан, на коммерческом тракте из г. Симбирск в г. Сызрань, Сенгилеевского уезда Симбирской губернии. В Новой Ерыкле — в 99 дворах жило: 445 муж. и 462 жен.
Холодный храм деревянный был построен в 1864 году, на капитал завещанный помещиком Андреем Зиновьевичем Дурасовым; престол в нём — в честь Покрова Пресвятые Богородицы.
Начальное земское училище открыто в 1866 году.
Церковно-приход. попечительство существует с 1877 года.

## Население
| Дата | Число дворов | Число жителей | Примечания |
| ---- | ------------ | ------------- | --- |
| 1780 |              | 323           | Ревизских душ |
| 1859 | 204          | 1558          | 778 муж. и 780 жен., имеется церковь                                                                                          |
| 1900 | 205          | 1737          | 820 м и 917 ж.; в том числе: раскольников безпоповцев спасова согласия в 58 дворах: 233 м и 286 ж.; имеется земская больница; |
| 2010 |              | 41            | |
|      |              |               | |

## Известные уроженцы
- Сорокин, Иван Семёнович — советский художник-живописец и педагог. Лауреат Сталинской премии второй степени (1949). Член Ленинградского Союза художников.
- Куприянов, Алексей Иванович — Герой Социалистического Труда (1973).

- В селе Старая Ерыкла родился Пётр Григорьевич Сорокин. С восьми лет он занимался резьбой по мебели, работая на местного помещика. Резная скульптура «В. И. Ленин у шалаша на станции Разлив» на одной из всесоюзных выставок получила четвертую премию и была передана в Дом народного творчества имени Н. К. Крупской в Москве. Его работы хранятся сейчас в Русском музее Санкт-Петербурга, в Доме народного творчества Москвы, музеях Ульяновска, Сызрани, в частных коллекциях России и зарубежья. В память об этом мастере в Кузоватове решили создать парк деревянных скульптур — детский парк «Сказки резчика Сорокина», для этого пригласили мастеров со всего Среднего Поволжья[7].

## Достопримечательности
- Обелиск (1974 г.)[8]
- «Покровская церковь (Церковь Покрова Богородицы)»[9][3][10][11][12][13] и «Церковь Николая Чудотворца»[14][15], поставленные на государственную охрану Распоряжением Главы администрации Ульяновской области от 29.07.1999 г. № 959-р.[16]